# An Zhongxin
An Zhongxin (kinesiska: 安仲欣; pinyin: Ān Zhòngxīn), född den 20 oktober 1972, är en kinesisk softbollspelare.
Hon tog OS-silver i samband med de olympiska softboll-turneringarna 1996 i Atlanta.